# Ринзи Лхам
Ринзи Лхам (род. 10 октября 1967) — бутанская лучница, участница Олимпийских игр в Лос-Анджелесе (1984).

## Биография
Ринзи Лхам родилась 10 октября 1967 года. В возрасте 16 лет участвовала в летних Олимпийских играх в Лос-Анджелесе, став самой молодой участницей от Бутана во всех видах спорта (по состоянию на окончание Олимпиады 2016 года).
На Олимпийских играх соревнования проводились по системе из двух раундов. В каждом раунде лучницы делают 36 выстрелов по мишени с расстояния 30 метров, затем столько же с расстояния 50, 60 и 70 метров. В общей сложности, лучница отправляет по мишеням по 144 стрелы в каждом раунде. Олимпийские соревнования проводили в Эль-Дорадо-Парк. Ринзи Лхам набрала в первом раунде 1106 очков, во втором — 1077, став в итоге 44-й с результатом 2183 очка. Она уступила 372 очка бронзовому призёру, а обойти сумела лишь трёх лучниц, в том числе одну соотечественницу Карму Чоден (англ. Karma Chhoden).